# Fussballclub Sankt Gallen 1879 2007-2008
Questa voce raccoglie le informazioni riguardanti il Fussballclub Sankt Gallen 1879 nelle competizioni ufficiali della stagione 2007-2008.

## Stagione
Nella stagione 2007-2008 il San Gallo, allenato da Rolf Fringer, René Weiler e Krasimir Balăkov, concluse il campionato di Super League al 9º posto, perse il doppio spareggio promozione-retrocessione con il Bellinzona e fu retrocesso in Challenge League. In Coppa Svizzera il San Gallo fu eliminato al secondo turno dal Gossau. In Coppa Intertoto il San Gallo fu eliminato al secondo turno dal Dacia Chișinău.

## Rosa
| N. |                      | Ruolo | Calciatore         |
| -- | -------------------- | ----- | ------------------ |
| 1  | Italia (bandiera)    | P     | Stefano Razzetti   |
| 2  | Serbia (bandiera)    | D     | Vidak Bratić       |
| 3  | Brasile (bandiera)   | D     | Cesar Fernando     |
| 4  | Svizzera (bandiera)  | D     | Bernt Haas         |
| 6  | Argentina (bandiera) | D     | Juan Pablo Garat   |
| 7  | Svizzera (bandiera)  | C     | Davide Callà       |
| 8  | Argentina (bandiera) | C     | Marcos Gelabert    |
| 9  | Argentina (bandiera) | A     | Francisco Aguirre  |
| 10 | Albania (bandiera)   | C     | Jürgen Gjasula     |
| 11 | Ghana (bandiera)     | A     | Alex Tachie-Mensah |
| 13 | Svizzera (bandiera)  | D     | Michael Lang       |
| 14 | Svizzera (bandiera)  | D     | Marc Schneider     |
| 15 | Svizzera (bandiera)  | C     | Philipp Muntwiler  |
| 16 | Svizzera (bandiera)  | C     | Francesco Di Jorio |

| N. |                       | Ruolo | Calciatore       |
| -- | --------------------- | ----- | ---------------- |
| 17 | Svizzera (bandiera)   | D     | Marc Zellweger   |
| 18 | Svizzera (bandiera)   | P     | Daniel Lopar     |
| 19 | Rep. Ceca (bandiera)  | D     | Jiří Koubský     |
| 20 | Svizzera (bandiera)   | D     | Dominique Longo  |
| 21 | Argentina (bandiera)  | A     | Adrián Fernández |
| 22 | Camerun (bandiera)    | C     | Guy Feutchine    |
| 23 | Svizzera (bandiera)   | C     | David Marazzi    |
| 25 | Svizzera (bandiera)   | A     | Murat Ural       |
| 26 | Italia (bandiera)     | C     | Diego Ciccone    |
| 27 | Germania (bandiera)   | C     | Thomas Weller    |
| 28 | Svizzera (bandiera)   | D     | Alessandro Maier |
| 29 | Portogallo (bandiera) | C     | Zé Vítor         |
| 30 | Ghana (bandiera)      | A     | Kwabena Agouda   |
|    | Svizzera (bandiera)   | A     | Moreno Costanzo  |

## Organigramma societario
Area tecnica
- Allenatore: Krasimir Balăkov
- Allenatore in seconda: Rainer Widmayer
- Preparatore dei portieri: Erich Hürzeler
- Preparatori atletici:

## Calciomercato

### Sessione estiva
| Acquisti | Acquisti         | Acquisti     | Acquisti |
| R.       | Nome             | da           | Modalità |
| -------- | ---------------- | ------------ | -------- |
| A        | Luís Mário       | Botafogo     |          |
| A        | Kwabena Agouda   | San Gallo II |          |
| D        | Cesar Fernando   | Sciaffusa    |          |
| A        | Adrián Fernández | Sciaffusa    |          |
| D        | Bernt Haas       | Colonia      |          |
| D        | Dominique Longo  | Wil          |          |
| C        | Labinot Sheholli | Zurigo       |          |

| Cessioni | Cessioni        | Cessioni        | Cessioni |
| R.       | Nome            | a               | Modalità |
| -------- | --------------- | --------------- | -------- |
| D        | Mijat Marić     | Lucerna         |          |
| D        | Pascal Cerrone  | Vaduz           |          |
| C        | Samir Kozarac   | Kriens          |          |
| A        | Miloš Malenović | Neuchâtel Xamax |          |

### Sessione invernale
| Acquisti | Acquisti       | Acquisti | Acquisti |
| R.       | Nome           | da       | Modalità |
| -------- | -------------- | -------- | -------- |
| C        | Zé Vítor       | Nacional |          |
| D        | Marc Schneider | Zurigo   |          |

| Cessioni | Cessioni                | Cessioni        | Cessioni |
| R.       | Nome                    | a               | Modalità |
| -------- | ----------------------- | --------------- | -------- |
| C        | Jesús José David Méndez | Rosario Central |          |
| A        | Luís Mário              | Paysandu        |          |
| C        | Labinot Sheholli        | Zurigo II       |          |

## Risultati

### Super League

#### Prima fase, girone di andata
| Arbitro: | Busacca |

|                               |           |  |
| Renggli 11’ Santos 90’ (rig.) | Marcatori |  |

| Arbitro: | Laperrière |

|  |           |                                    |
|  | Marcatori | 16’ Chipperfield 26’, 45’ Derdiyok |

| Arbitro: | Circhetta |

|            |           |  |
| Gerber 52’ | Marcatori |  |

| Arbitro: | Wildhaber |

|                    |           |                      |
| Gjasula 41’ (rig.) | Marcatori | 34’, 61’ Lustrinelli |

| Arbitro: | Petignat |

|                                    |           |             |
| Raffael 63’ Cesar 65’ Alphonse 73’ | Marcatori | 38’ Marazzi |

| Arbitro: | Hänni |

|                               |           |               |
| Marazzi 1’ Gjasula 86’ (rig.) | Marcatori | 77’ Malenović |

| Arbitro: | Hofmann |

|             |           |  |
| Aguirre 14’ | Marcatori |  |

| Arbitro: | Circhetta |

|                                              |           |          |
| Calvano 15’ (rig.) Portillo 29’ Frimpong 30’ | Marcatori | 56’ Ural |

| Arbitro: | Busacca |

|          |           |          |
| Ural 15’ | Marcatori | 78’ Ianu |

#### Prima fase, girone di ritorno
| Arbitro: | Wermelinger |

|                                                    |           |                               |
| Aguirre 20’ Longo 26’ Marazzi 54’ Gjasula 60’, 84’ | Marcatori | 14’, 38’ Santos 67’ Smiljanić |

| Arbitro: | Bertolini |

|                              |           |  |
| Streller 2’, 66’ Caicedo 75’ | Marcatori |  |

| Arbitro: | Laperrière |

|  |           |                                        |
|  | Marcatori | 11’ Andrist 40’, 81’ Rama 85’ Scarione |

| Arbitro: | Laperrière |

|           |           |                    |
| Bader 73’ | Marcatori | 89’ (rig.) Gjasula |

| Arbitro: | Zimmermann |

|                         |           |                                           |
| Aguirre 34’ Gjasula 69’ | Marcatori | 25’ Alphonse 46’ Raffael 66’ Schönbächler |

| Arbitro: | Petignat |

|            |           |             |
| Chihab 20’ | Marcatori | 14’ Aguirre |

| Arbitro: | Wermelinger |

|                                                            |           |             |
| Saborío 2’, 71’ Vanczák 36’ Domínguez 39’ (rig.) Reset 57’ | Marcatori | 11’ Aguirre |

| Arbitro: | Studer |

|                  |           |                                                     |
| Aguirre 24’, 65’ | Marcatori | 7’, 14’, 28’, 72’ Yakın 62’, 66’ Häberli 88’ Varela |

| Arbitro: | Busacca |

|                  |           |                           |
| Rogério 16’, 52’ | Marcatori | 48’ Fernández 74’ Aguirre |

#### Seconda fase, girone di andata
| Arbitro: | Rogalla |

|                                  |           |               |
| Nushi 25’ Ianu 43’ Rapisarda 83’ | Marcatori | 35’ Fernández |

| Arbitro: | Wildhaber |

|                    |           |  |
| Aguirre 49’ (rig.) | Marcatori |  |

| Arbitro: | Bertolini |

|             |           |                       |
| Saborío 39’ | Marcatori | 5’ Koubský 83’ Weller |

| Arbitro: | Laperrière |

|                                |           |  |
| Ural 42’ Callà 64’ Koubský 89’ | Marcatori |  |

| Arbitro: | Busacca |

|                           |           |                |
| Fernández 37’ Aguirre 52’ | Marcatori | 27’ El-Idrissi |

| Arbitro: | Zimmermann |

|                          |           |               |
| Eduardo 16’ Carlitos 47’ | Marcatori | 62’ Schneider |

| Arbitro: | Bertolini |

|                                      |           |  |
| Yakın 11’ Raimondi 60’ Yapi Yapo 74’ | Marcatori |  |

| San Gallo 18 marzo 2008, ore 19:45 CET 26ª giornata | San Gallo | 0 – 0 referto | Neuchâtel Xamax | Stadio Espenmoos (10 000 spett.)\| Arbitro: \| Grossen \| |
| Arbitro:                                            | Grossen   |               |                 |                                                           |

| Arbitro: | Rogalla |

|                        |           |                            |
| Cabanas 2’ Machado 50’ | Marcatori | 20’ Ural 37’, 48’ Zé Vítor |

#### Seconda fase, girone di ritorno
| Arbitro: | Circhetta |

|  |           |                          |
|  | Marcatori | 6’ Bobadilla 44’ Salatic |

| Arbitro: | Studer |

|                |           |  |
| Joksimović 90’ | Marcatori |  |

| Arbitro: | Wermelinger |

|                          |           |  |
| Zé Vítor 20’ Ciccone 39’ | Marcatori |  |

| Arbitro: | Bertolini |

|                    |           |                                                           |
| Aguirre 32’ (rig.) | Marcatori | 10’ Carlitos 36’ (rig.) Majstorović 42’ Degen 90’ Perović |

| Arbitro: | Hänni |

|          |           |  |
| Bader 5’ | Marcatori |  |

| Arbitro: | Circhetta |

|                     |           |            |
| Scarione 52’ (rig.) | Marcatori | 75’ Bratić |

| Arbitro: | Zimmermann |

|             |           |                         |
| Ciccone 87’ | Marcatori | 3’ Saborío 90’ Adeshina |

| Arbitro: | Grossen |

|           |           |  |
| Eudis 85’ | Marcatori |  |

| San Gallo 10 maggio 2008, ore 17:45 CEST 36ª giornata | San Gallo | 0 – 0 referto | Aarau | Stadio Espenmoos (11 300 spett.)\| Arbitro: \| Rogalla \| |
| Arbitro:                                              | Rogalla   |               |       |                                                           |

### Spareggio promozione-retrocessione
| 17 maggio 2008, ore 17:45 CEST andata | Bellinzona | 3 – 2 | San Gallo |  |

| 20 maggio 2008, ore 19:45 CEST ritorno | San Gallo | 0 – 2 | Bellinzona |  |

### Coppa Svizzera
| 15 settembre 2007, ore 17:30 CEST Primo turno | Töss | 0 – 8 | San Gallo |  |

| 21 ottobre 2007, ore 14:30 CEST Secondo turno | Gossau | 2 – 0 | San Gallo |  |

### Coppa Intertoto
| Arbitro: | Jech |

|  |           |          |
|  | Marcatori | 7’ Garat |

| Arbitro: | Mikołajewski |

|                        |                      |                    |
|                        | Marcatori            | 56’ Lipa           |
| Aguirre Gelabert Garat | Tiri di rigore 0 – 3 | Onica Călin Martin |

## Statistiche

### Statistiche di squadra
| Competizione         | Punti | In casa | In casa | In casa | In casa | In casa | In casa | In trasferta | In trasferta | In trasferta | In trasferta | In trasferta | In trasferta | Totale | Totale | Totale | Totale | Totale | Totale | DR  |
| Competizione         | Punti | G       | V       | N       | P       | Gf      | Gs      | G            | V            | N            | P            | Gf           | Gs           | G      | V      | N      | P      | Gf     | Gs     | DR  |
| -------------------- | ----- | ------- | ------- | ------- | ------- | ------- | ------- | ------------ | ------------ | ------------ | ------------ | ------------ | ------------ | ------ | ------ | ------ | ------ | ------ | ------ | --- |
| Super League         | 34    | 18      | 7       | 3       | 8       | 24      | 33      | 18           | 2            | 4            | 12           | 15           | 36           | 36     | 9      | 7      | 20     | 39     | 69     | -30 |
| Coppa Svizzera       | -     | 0       | 0       | 0       | 0       | 0       | 0       | 2            | 1            | 0            | 1            | 8            | 2            | 2      | 1      | 0      | 1      | 8      | 2      | +6  |
| Coppa Intertoto      | -     | 1       | 0       | 1       | 0       | 0       | 1       | 1            | 1            | 0            | 0            | 1            | 0            | 2      | 1      | 1      | 0      | 1      | 1      | 0   |
| Barrage Super League | -     | 1       | 0       | 0       | 1       | 0       | 2       | 1            | 0            | 0            | 1            | 2            | 3            | 2      | 0      | 0      | 2      | 2      | 5      | -3  |
| Totale               | 34    | 20      | 7       | 4       | 9       | 24      | 36      | 22           | 4            | 4            | 14           | 26           | 41           | 42     | 11     | 8      | 23     | 50     | 77     | -27 |

### Andamento in campionato
| Giornata  | 1  | 2  | 3  | 4  | 5  | 6  | 7  | 8  | 9  | 10 | 11 | 12 | 13 | 14 | 15 | 16 | 17 | 18 | 19 | 20 | 21 | 22 | 23 | 24 | 25 | 26 | 27 | 28 | 29 | 30 | 31 | 32 | 33 | 34 | 35 | 36 |
| --------- | -- | -- | -- | -- | -- | -- | -- | -- | -- | -- | -- | -- | -- | -- | -- | -- | -- | -- | -- | -- | -- | -- | -- | -- | -- | -- | -- | -- | -- | -- | -- | -- | -- | -- | -- | -- |
| Luogo     | T  | C  | T  | C  | T  | C  | C  | T  | C  | C  | T  | C  | T  | C  | T  | T  | C  | T  | T  | C  | T  | C  | C  | T  | T  | C  | T  | C  | T  | C  | C  | T  | T  | C  | T  | C  |
| Risultato | P  | P  | P  | P  | P  | V  | V  | P  | N  | V  | P  | P  | N  | P  | N  | P  | P  | N  | P  | V  | V  | V  | V  | P  | P  | N  | V  | P  | P  | V  | P  | P  | N  | P  | P  | N  |
| Posizione | 10 | 10 | 10 | 10 | 10 | 10 | 10 | 10 | 10 | 7  | 8  | 10 | 10 | 10 | 10 | 10 | 10 | 10 | 10 | 10 | 9  | 9  | 9  | 9  | 9  | 9  | 9  | 9  | 9  | 9  | 9  | 9  | 9  | 9  | 9  | 9  |

Legenda:

Luogo: C = Casa; T = Trasferta. Risultato: V = Vittoria; N = Pareggio; P = Sconfitta.

### Statistiche dei giocatori
| Giocatore        | Super League | Super League | Super League | Super League | Coppa Intertoto | Coppa Intertoto | Coppa Intertoto | Coppa Intertoto | Totale   | Totale | Totale      | Totale     |
| Giocatore        | Presenze     | Reti         | Ammonizioni  | Espulsioni   | Presenze        | Reti            | Ammonizioni     | Espulsioni      | Presenze | Reti   | Ammonizioni | Espulsioni |
| ---------------- | ------------ | ------------ | ------------ | ------------ | --------------- | --------------- | --------------- | --------------- | -------- | ------ | ----------- | ---------- |
| N. Abegglen      | 1            | 0            | 0            | 0            | 0               | 0               | 0               | 0               | 1        | 0      | 0           | 0          |
| K. Agouda        | 3            | 0            | 0            | 0            | 1               | 0               | 0               | 0               | 4        | 0      | 0           | 0          |
| F. Aguirre       | 29           | 11           | 1            | 1            | 2               | 0               | 0               | 0               | 31       | 11     | 1           | 1          |
| V. Bratić        | 4            | 1            | 1            | 1            | 0               | 0               | 0               | 0               | 4        | 1      | 1           | 1          |
| D. Callà         | 19           | 1            | 3            | 0            | 0               | 0               | 0               | 0               | 19       | 1      | 3           | 0          |
| D. Ciccone       | 31           | 2            | 3            | 0            | 2               | 0               | 0               | 0               | 33       | 2      | 3           | 0          |
| M. Costanzo      | 7            | 0            | 0            | 0            | 0               | 0               | 0               | 0               | 7        | 0      | 0           | 0          |
| F. Di Jorio      | 10           | 0            | 3            | 0            | 0               | 0               | 0               | 0               | 10       | 0      | 3           | 0          |
| C. Fernando      | 20           | 0            | 6            | 0            | 0               | 0               | 0               | 0               | 20       | 0      | 6           | 0          |
| A. Fernández     | 26           | 3            | 1            | 0            | 0               | 0               | 0               | 0               | 26       | 3      | 1           | 0          |
| G. Feutchine     | 7            | 0            | 0            | 0            | 1               | 0               | 0               | 0               | 8        | 0      | 0           | 0          |
| J. Garat         | 19           | 0            | 7            | 0            | 2               | 1               | 0               | 0               | 21       | 1      | 7           | 0          |
| M. Gelabert      | 30           | 0            | 8            | 1            | 2               | 0               | 1               | 0               | 32       | 0      | 9           | 1          |
| J. Gjasula       | 24           | 6            | 9            | 0            | 2               | 0               | 0               | 0               | 26       | 6      | 9           | 0          |
| B. Haas          | 1            | 0            | 0            | 0            | 2               | 0               | 1               | 0               | 3        | 0      | 1           | 0          |
| J. Koubský       | 31           | 2            | 6            | 0            | 0               | 0               | 0               | 0               | 31       | 2      | 6           | 0          |
| S. Kül           | 1            | 0            | 0            | 0            | 2               | 0               | 1               | 0               | 3        | 0      | 1           | 0          |
| M. Lang          | 3            | 0            | 0            | 0            | 0               | 0               | 0               | 0               | 3        | 0      | 0           | 0          |
| D. Longo         | 4            | 1            | 1            | 1            | 0               | 0               | 0               | 0               | 4        | 1      | 1           | 1          |
| D. Lopar         | 17           | 0            | 1            | 0            | 0               | 0               | 0               | 0               | 17       | 0      | 1           | 0          |
| A. Maier         | 1            | 0            | 0            | 0            | 0               | 0               | 0               | 0               | 1        | 0      | 0           | 0          |
| D. Marazzi       | 21           | 3            | 3            | 0            | 2               | 0               | 0               | 0               | 23       | 3      | 3           | 0          |
| M. Marić         | 2            | 0            | 0            | 0            | 0               | 0               | 0               | 0               | 2        | 0      | 0           | 0          |
| P. Muntwiler     | 31           | 0            | 12           | 0            | 1               | 0               | 0               | 0               | 32       | 0      | 12          | 0          |
| L. Mário         | 6            | 0            | 1            | 0            | 0               | 0               | 0               | 0               | 6        | 0      | 1           | 0          |
| J. Méndez        | 13           | 0            | 3            | 1            | 2               | 0               | 1               | 0               | 15       | 0      | 4           | 1          |
| S. Razzetti      | 19           | 0            | 2            | 1            | 2               | 0               | 0               | 0               | 21       | 0      | 2           | 1          |
| M. Schneider     | 17           | 1            | 1            | 0            | 0               | 0               | 0               | 0               | 17       | 1      | 1           | 0          |
| L. Sheholli      | 1            | 0            | 0            | 0            | 0               | 0               | 0               | 0               | 1        | 0      | 0           | 0          |
| A. Tachie-Mensah | 7            | 0            | 0            | 0            | 2               | 0               | 1               | 0               | 9        | 0      | 1           | 0          |
| M. Ural          | 30           | 4            | 3            | 0            | 0               | 0               | 0               | 0               | 30       | 4      | 3           | 0          |
| Z. Vítor         | 15           | 3            | 2            | 0            | 0               | 0               | 0               | 0               | 15       | 3      | 2           | 0          |
| T. Weller        | 18           | 1            | 2            | 0            | 0               | 0               | 0               | 0               | 18       | 1      | 2           | 0          |
| M. Zellweger     | 33           | 0            | 7            | 0            | 2               | 0               | 0               | 0               | 35       | 0      | 7           | 0          |